# Armbouts-Cappel
Armbouts-Cappel [aʁmbuts kapɛl] est une commune française située dans le département du Nord, en région Hauts-de-France.

## Géographie

### Localisation
La commune d'Armbouts-Cappel partage avec sa voisine Steene le hameau du Grand-Millebrugghe, coupé en deux par le canal de la Haute Colme.

Elle se situe à 7 kilomètres de Bergues, à 9 kilomètres de Dunkerque.

### Communes limitrophes
| Grande-Synthe               | Dunkerque-Petite-Synthe | Cappelle-la-Grande |
| Spycker                     | Armbouts-Cappel         |                    |
| Pitgam (par un quadripoint) | Steene                  | Bierne             |

### Hydrographie

#### Réseau hydrographique
La commune est située dans le bassin Artois-Picardie. Elle est drainée par le canal de Bourbourg, le Langhegracht, la Rokamerdyck, le Bailleux Dyk et divers autres petits cours d'eau,.
Le canal de Bourbourg relie l'Aa à l'ouest de Bourbourg aux ports intérieurs de Dunkerque.
La Langhegracht, d'une longueur de 14 km, prend sa source dans la commune de Looberghe et se jette  dans le Canal de Bergues à Téteghem-Coudekerque-Village, après avoir traversé sept communes.

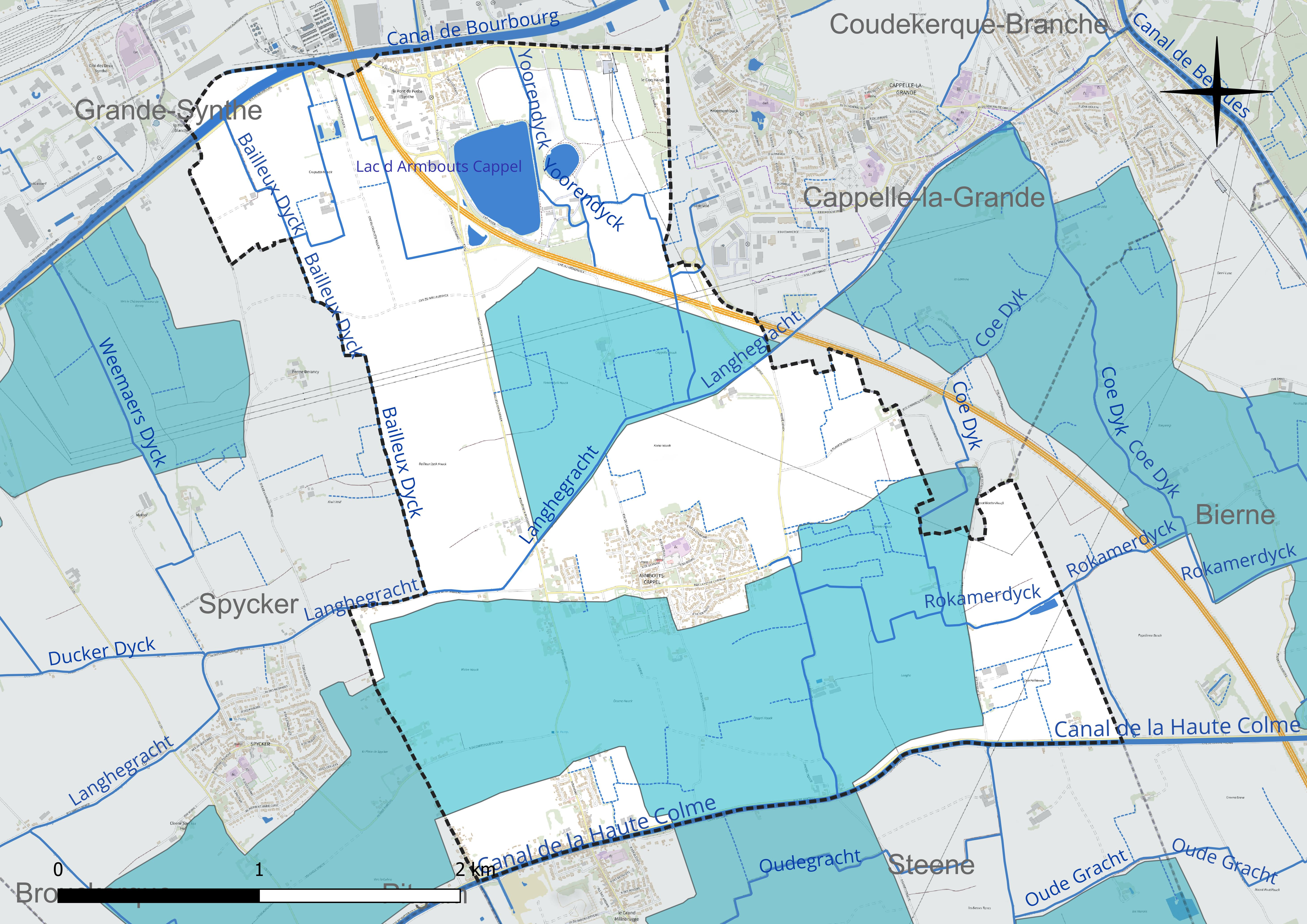
Réseau hydrographique d'Armbouts-Cappel.

Un plan d'eau complète le réseau hydrographique : le lac d'Armbouts Cappel (17,1 ha),.

#### Gestion et qualité des eaux
Le territoire communal est couvert par le schéma d'aménagement et de gestion des eaux (SAGE) « Delta de l'Aa ». Ce document de planification concerne un territoire de 1 208 km2 de superficie, délimité par le bassin versant de l'Aa. Le périmètre a été arrêté le 18 août 2000 et le SAGE proprement dit a été approuvé le 15 mars 2010. La structure porteuse de l'élaboration et de la mise en œuvre est l'Institution intercommunale des Wateringues.
La qualité des cours d'eau peut être consultée sur un site dédié géré par les agences de l'eau et l'Agence française pour la biodiversité.

### Climat
Pour des articles plus généraux, voir Climat des Hauts-de-France et Climat du Nord.
En 2010, le climat de la commune est de type climat océanique altéré, selon une étude du CNRS s'appuyant sur une série de données couvrant la période 1971-2000. En 2020, Météo-France publie une typologie des climats de la France métropolitaine dans laquelle la commune est exposée à un climat océanique et est dans la région climatique Côtes de la Manche orientale, caractérisée par un faible ensoleillement (1 550 h/an) ; forte humidité de l'air (plus de 20 h/jour avec humidité relative > 80 % en hiver), vents forts fréquents.
Pour la période 1971-2000, la température annuelle moyenne est de 10,7 °C, avec une amplitude thermique annuelle de 13,6 °C. Le cumul annuel moyen de précipitations est de 726 mm, avec 12,5 jours de précipitations en janvier et 7,9 jours en juillet. Pour la période 1991-2020, la température moyenne annuelle observée sur la station météorologique la plus proche, située sur la commune de Dunkerque à 7 km à vol d'oiseau, est de 11,7 °C et le cumul annuel moyen de précipitations est de 690,8 mm,. Pour l'avenir, les paramètres climatiques de la commune estimés pour 2050 selon différents scénarios d'émission de gaz à effet de serre sont consultables sur un site dédié publié par Météo-France en novembre 2022.

### Voie de communication et transport
Le village est situé à proximité de l'autoroute A25.
La commune est également desservie par la ligne 15 du réseau DK'Bus.

### Paysages
Pour un article plus général, voir Paysage en France.
La commune s'inscrit dans les « paysages des dunes de la mer du Nord » tels qu’ils sont définis dans l’atlas de paysages de la région Nord-Pas-de-Calais, conçu par la direction régionale de l'Environnement, de l'Aménagement et du Logement (DREAL),.
Ces paysages concernent 23 communes du Nord et du Pas-de-Calais avec trois pôles d’attraction que sont Calais à l'ouest et Dunkerque à l’est et, dans une moindre mesure, Gravelines au centre où se trouve le delta du fleuve côtier l’Aa. On y distingue trois parallèles : la frange côtière avec son cordon dunaire ; l'ancienne route nationale 1 et l'autoroute A16.
Ces paysages sont composés d’un cordon dunaire de 60 km typique des paysages nordiques et que l’on retrouve aux Pays-Bas et en Belgique. Ce cordon littoral datant du VIIIe siècle s’est constitué durant la dernière transgression marine et joue un rôle de digue en protégeant la plaine maritime de l’invasion de la mer. Sa taille n’excède pas, en largeur, quelques centaines de mètres et, en hauteur, une dizaine de mètres.
Une particularité de ces paysages est la présence de moëre (marais en flamand), point le plus bas du territoire français, avec une altitude de - 4 m. leur assèchement est entrepris dès 1619 par 23 moulins à vent qui vont pomper l’eau et l’acheminer vers la mer par des watringues. Ces polders, terres gagnées sur la mer, ainsi constitués sont les plus anciens de l’Europe du Nord.
Les cultures ne représentent que 35 % de ces paysages des dunes de la mer du Nord.
Concernant l'activité humaine, à l’ouest de ces paysages se trouve : la région de Calais, avec le tunnel sous la Manche et l'activité portuaire de Calais tournée vers l’Angleterre ; à l’est, la zone urbaine de Dunkerque et ses installations portuaires et, au centre, la zone de Gravelines avec son port de plaisance et sa centrale nucléaire.
Sur le plan de la biodiversité, on y observe de nombreux déplacements d’oiseaux marins, côtiers ou terrestres ainsi que des phoques veau-marin installés sur les bancs de sable.

## Urbanisme

### Typologie
Au 1er janvier 2024, Armbouts-Cappel est catégorisée bourg rural, selon la nouvelle grille communale de densité à sept niveaux définie par l'Insee en 2022.
Elle est située hors unité urbaine. Par ailleurs la commune fait partie de l'aire d'attraction de Dunkerque, dont elle est une commune de la couronne,. Cette aire, qui regroupe 66 communes, est catégorisée dans les aires de 200 000 à moins de 700 000 habitants,.

### Occupation des sols
L'occupation des sols de la commune, telle qu'elle ressort de la base de données européenne d'occupation biophysique des sols Corine Land Cover (CLC), est marquée par l'importance des territoires agricoles (88,6 % en 2018), une proportion sensiblement équivalente à celle de 1990 (89 %). La répartition détaillée en 2018 est la suivante : 
terres arables (83,9 %), zones urbanisées (7,9 %), prairies (4,7 %), eaux continentales (3 %), zones industrielles ou commerciales et réseaux de communication (0,4 %). L'évolution de l'occupation des sols de la commune et de ses infrastructures peut être observée sur les différentes représentations cartographiques du territoire : la carte de Cassini (XVIIIe siècle), la carte d'état-major (1820-1866) et les cartes ou photos aériennes de l'IGN pour la période actuelle (1950 à aujourd'hui).

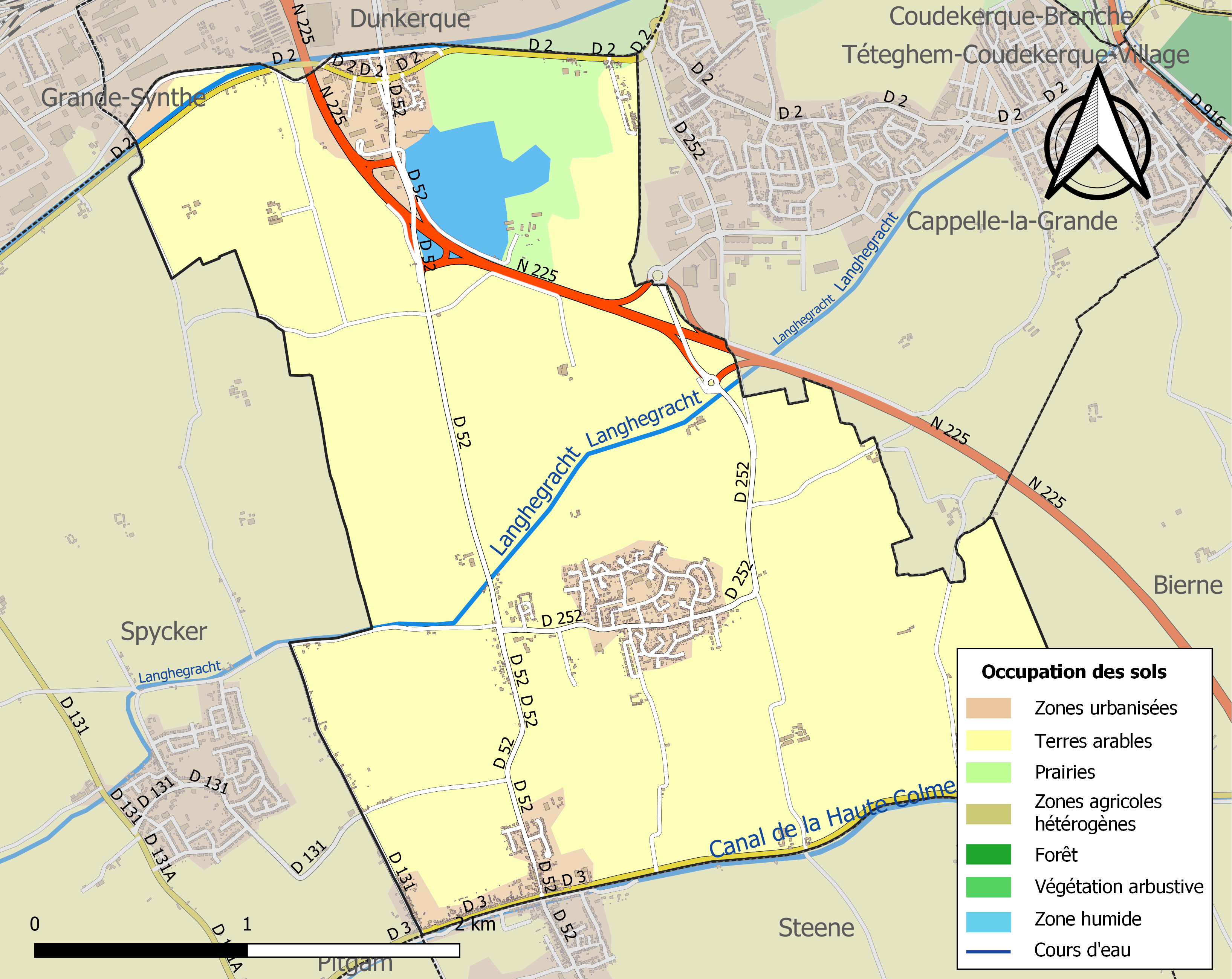
Carte des infrastructures et de l'occupation des sols de la commune en 2018 (CLC).

## Toponymie
Le nom de la localité est attesté sous les formes Erembaldi Capella en 1067 (Dans une charte qui indiquait les us et coutumes de la châtellenie de Bergues), Armboutscapel en 1793, Arembout-Cappel en 1801.
Il signifie la « chapelle d'Erembaud » (Erembaud étant le nom du seigneur de Bruges).
- En néerlandais : Armboutskapel, en flamand : Aremboutskappel[21].

## Histoire
Armbouts-Cappel signifie Chapelle d'Erembaud, Erembaud étant le seigneur de Bruges, (de arnu = aigle et baltha = hardi, méchant). La commune Capella Erembaldi, est citée en 1067 dans une charte de Baudouin, comte de Flandre, en faveur de l'abbaye de Saint-Winoc de Bergues. En 1191, la comtesse de Flandre Mathilde de Portugal approuve un accord passé entre l'abbaye et un dénommé Eustache le Grand au sujet de la dîme d'Arembouts Cappel.
Armbouts-Cappel dépendait de la châtellenie de Bergues et du diocèse d'Ypres, doyenné de Dunkerque, après avoir fait partie du diocèse de Thérouanne.
En 1658, après la bataille des Dunes remportée par Turenne, Dunkerque devient anglaise. La possession anglaise recouvre non seulement la ville de Dunkerque mais aussi des territoires dont certains jusque là relevaient de la châtellenie de Bergues : Mardyck, Grande Synthe, Petite Synthe, une partie d'Armbouts-Cappel, Cappelle la Grande, une partie de Coudekerque, Téteghem, Uxem, Ghyvelde, Leffrinckoucke, Zuydcoote. En 1662, Louis XIV rachète ce territoire aux Anglais, une partie d'Armbouts-Cappel devient donc française, le reste est espagnol jusqu'en 1668 et le traité d'Aix la Chapelle où la France récupère la Flandre.
En 1793, les terres de Spycker, Coudekerque-Branche et Armbouts-Cappel ont subi des dégâts liés à l'envahissement d'eau salée dans les fossés et watergangs de ces communes. Cela résultait d'une expérience malheureuse visant à faire monter le niveau du canal de Bergues pour permettre à Bergues d'être atteinte par des vaisseaux venant de la mer (vieille revendication berguoise, abandonnée ensuite face à la réalité de Dunkerque mieux placée à cette fin). La solution vint d'une décision prise par les administrateurs du district d'interrompre la navigation sur le canal de Bergues, de le tirer à sec pour faire écouler les eaux salées.
En août septembre 1793, Armbouts Cappel se retrouva prise pendant quelques jours dans les combats opposant les ennemis coalisés à la République française. L'ennemi voulait prendre Dunkerque et dans cet objectif assiégeait également Bergues. Les combats et/ou présence de troupes concernèrent les villages environnants dont Armbouts-Cappel. Le village fut également touché par l'inondation du pays en eau de mer, provoquée par les Français afin de mieux résister en gênant les mouvements des armées assaillantes. L'affaire prit fin avec la Bataille d'Hondschoote, victoire française qui amena l'ennemi à quitter la région.
En 1806, l'annuaire statistique départemental attribue à la commune deux hameaux : Millebreugghe, et Cleen Synthe-Brugge (pont de Petite-Synthe).
En 1862, un tremblement de terre, rapporté par le curé du village et autres chroniques paroissiales, a lieu à Armbouts Cappel et les environs.

### Première guerre mondiale
Pendant la première guerre mondiale, en 1917, Spycker est le siège d'un commandement d'étapes, c'est-à-dire un élément de l'armée organisant le stationnement de troupes, comprenant souvent des chevaux, pendant un temps plus ou moins long, sur les communes dépendant du commandement, en arrière du front. Armbouts-Cappel fait partie des communes dépendant de ce commandement d'étapes, de même que Steene, Looberghe, Mardyck. En début décembre 1917, le commandement d'étapes transféré à Steene depuis juillet 1917, est de nouveau transféré à Armbouts-Cappelle avant de revenir à Spycker.
En 1916, la commune relève du commandement d'étapes de Grand-Millebrugghe et en 1917-1918, de celui de Téteghem ainsi que de celui de Petite-Synthe.
Le 4 juin 1916, est signalée la présence sur la commune d'Armbouts-Cappel d'un obus pouvant ne pas avoir éclaté. Des instructions sont attendues pour le faire exploser.
Le 25 février 1917, un soldat, Adriensen Henri, de l'arme du génie, en congé de convalescence de 45 jours sur la commune, s'est suicidé. Ses effets ont été transportés au centre de Dunkerque.
Le 24 mars 1917, vers 21 heures, un avion allemand a lâché une bombe sur le territoire de la commune à proximité de Petite-Synthe, dans un champ situé à environ 200 m d'une voie de grande communication. Elle a causé des dégâts matériels insignifiants, vitres cassées d'une maison du hameau du Pont de Petite-Synthe. Elle n'a pas fait de victimes.
Le 18 février 1918, des artilleurs présents sur la commune ont trouvé dans un fossé à proximité de la ferme de la veuve Adriansen, le corps du garçon de cette ferme, dénommé Deconninck, porté disparu depuis le 13 janvier. La gendarmerie de Bergues mène l'enquête

### Seconde guerre mondiale
Le village, situé sur la ligne de défense sud du port de Dunkerque, a été détruit pendant la seconde guerre mondiale de même que l'église avec sa tour carrée d'époque et de style roman avec ses chaire et confessionnal datant du XVIIIe siècle. Ces destructions valurent au village de recevoir la croix de guerre 1939-1945[réf. nécessaire].

### Depuis 1945
Dans les années 1970, il était desservi par la ligne d'autobus Dunkerque à Saint-Omer.

## Politique et administration

### Situation administrative
Armbouts-Cappel est membre de la communauté urbaine de Dunkerque (Dunkerque Grand littoral) créée en 1968.

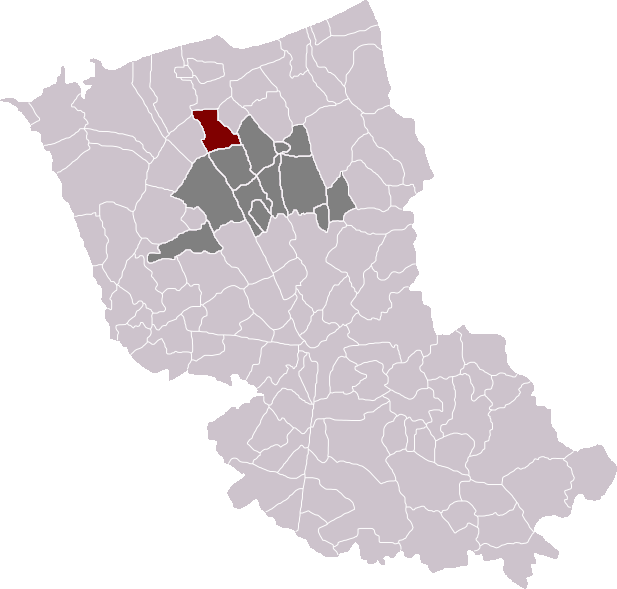
Armbouts-Cappel dans son canton et son arrondissement.

### Jumelages
MINSTER - Royaume-Uni

## Population et société

### Démographie

#### Évolution démographique
L'évolution du nombre d'habitants est connue à travers les recensements de la population effectués dans la commune depuis 1793. Pour les communes de moins de 10 000 habitants, une enquête de recensement portant sur toute la population est réalisée tous les cinq ans, les populations de référence des années intermédiaires étant quant à elles estimées par interpolation ou extrapolation. Pour la commune, le premier recensement exhaustif entrant dans le cadre du nouveau dispositif a été réalisé en 2005.

En 2022, la commune comptait 2 097 habitants, en évolution de −8,67 % par rapport à 2016 (Nord : +0,51 %, France hors Mayotte : +2,11 %).
| 1793 | 1800 | 1806 | 1821 | 1831 | 1836 | 1841 | 1846 | 1851 |
| ---- | ---- | ---- | ---- | ---- | ---- | ---- | ---- | ---- |
| 404  | 453  | 469  | 540  | 613  | 696  | 798  | 833  | 850  |

| 1856 | 1861 | 1866  | 1872  | 1876  | 1881  | 1886  | 1891  | 1896  |
| ---- | ---- | ----- | ----- | ----- | ----- | ----- | ----- | ----- |
| 864  | 922  | 1 005 | 1 052 | 1 100 | 1 159 | 1 162 | 1 146 | 1 227 |

| 1901  | 1906  | 1911  | 1921  | 1926  | 1931  | 1936  | 1946 | 1954  |
| ----- | ----- | ----- | ----- | ----- | ----- | ----- | ---- | ----- |
| 1 164 | 1 206 | 1 206 | 1 159 | 1 153 | 1 137 | 1 092 | 828  | 1 033 |

| 1962  | 1968  | 1975  | 1982  | 1990  | 1999  | 2005  | 2006  | 2010  |
| ----- | ----- | ----- | ----- | ----- | ----- | ----- | ----- | ----- |
| 1 049 | 1 048 | 1 178 | 2 562 | 2 656 | 2 677 | 2 500 | 2 458 | 2 497 |

| 2015  | 2020  | 2022  | - | - | - | - | - | - |
| ----- | ----- | ----- | - | - | - | - | - | - |
| 2 321 | 2 159 | 2 097 | - | - | - | - | - | - |

#### Pyramide des âges
En 2018, le taux de personnes d'un âge inférieur à 30 ans s'élève à 29,4 %, soit en dessous de la moyenne départementale (39,5 %). À l'inverse, le taux de personnes d'âge supérieur à 60 ans est de 30,9 % la même année, alors qu'il est de 22,5 % au niveau départemental.
En 2018, la commune comptait 1 111 hommes pour 1 129 femmes, soit un taux de 50,4 % de femmes, légèrement inférieur au taux départemental (51,77 %).
Les pyramides des âges de la commune et du département s'établissent comme suit.
| Hommes | Classe d’âge | Femmes |
| ------ | ------------ | ------ |
| 0,4    | 90 ou +      | 0,7    |
| 5,2    | 75-89 ans    | 5,1    |
| 22,8   | 60-74 ans    | 27,7   |
| 23,3   | 45-59 ans    | 23,5   |
| 16,7   | 30-44 ans    | 15,6   |
| 15,0   | 15-29 ans    | 12,8   |
| 16,5   | 0-14 ans     | 14,5   |

| Hommes | Classe d’âge | Femmes |
| ------ | ------------ | ------ |
| 0,5    | 90 ou +      | 1,4    |
| 5,3    | 75-89 ans    | 8,1    |
| 14,8   | 60-74 ans    | 16,2   |
| 19,1   | 45-59 ans    | 18,4   |
| 19,5   | 30-44 ans    | 18,7   |
| 20,7   | 15-29 ans    | 19,1   |
| 20,2   | 0-14 ans     | 18     |

### Enseignement
Armbouts-Cappel fait partie de l'académie de Lille.

### Sports
Le ministère des sports a décompté 22 équipements sportifs sur le territoire de la commune en 2013.
On y trouve notamment le club de football de l'U.S.F.A.C

### Cultes
L'église Saint-Martin, détruite pendant la Seconde Guerre mondiale a été reconstruite en 1957. Elle est inscrite sur l'inventaire supplémentaire des monuments historiques. Dans l'ancienne église était inhumé Norbert Tugghe, conseiller (membre du magistrat, ancêtre du conseil municipal) de Dunkerque, lequel avait accueilli le roi Louis XV lors de sa visite à Dunkerque le 8 juillet 1744. Ce Norbert Tugghe, marié à Jeanne-Claire Vanhée, avait sa maison de campagne à Armbouts-Cappel, où il réside l'été et où il meurt le 15 août 1745, et de ce fait enterré dans l'église du village où la pierre tombale le qualifiait d'écuyer. Pour le repos de son âme, ses héritiers avaient fondé à perpétuité une messe anniversaire en plain-chant.

## Culture et patrimoine
Les fêtes communales ont lieu le 2e dimanche avant la Pentecôte et le dimanche précédant le 14 juillet[réf. nécessaire].

### Lieux et monuments
- La tombe du Baron Coppens au cimetière communal (le Baron Laurent Coppens fut maire de Steene en 1790).

### Personnalités liées à la commune
- Alexis Beernaert
- Jules Nempon, (1890-1974), cycliste sur route français ayant participé à huit reprises au Tour de France, est né dans la commune.
- Jean Neuville, symbole de la résistance durant la Seconde Guerre Mondiale.[réf. nécessaire]
- Victor Engrand, écrivain juif réfugié chez monsieur Jean Neuville de 1941 à 1943 d'où il correspondait avec Hannah Arendt.[réf. nécessaire]
- Grégoire Kedziora, personnalité politique qui aura permis à la ville de se développer et d'acquérir une certaine reconnaissance locale dans les années 1960.
- Edmond-Louis Blomme (1828-1910), écrivain de langue française et flamande, y fut instituteur a écrit une Monographie d'Armbouts-Cappel, présentée au concours de Lettres en 1894 de la Société dunkerquoise.
- Jean-Michel Sueur, premier importateur en France de la Dacia logan, dirigeant d’entreprises automobiles (sources M6)

### Héraldique
| Blason Armbouts-Cappel | Les armes d'Armbouts-Cappel se blasonnent ainsi : « D'hermines au chevron de sable. » |

### Folklore

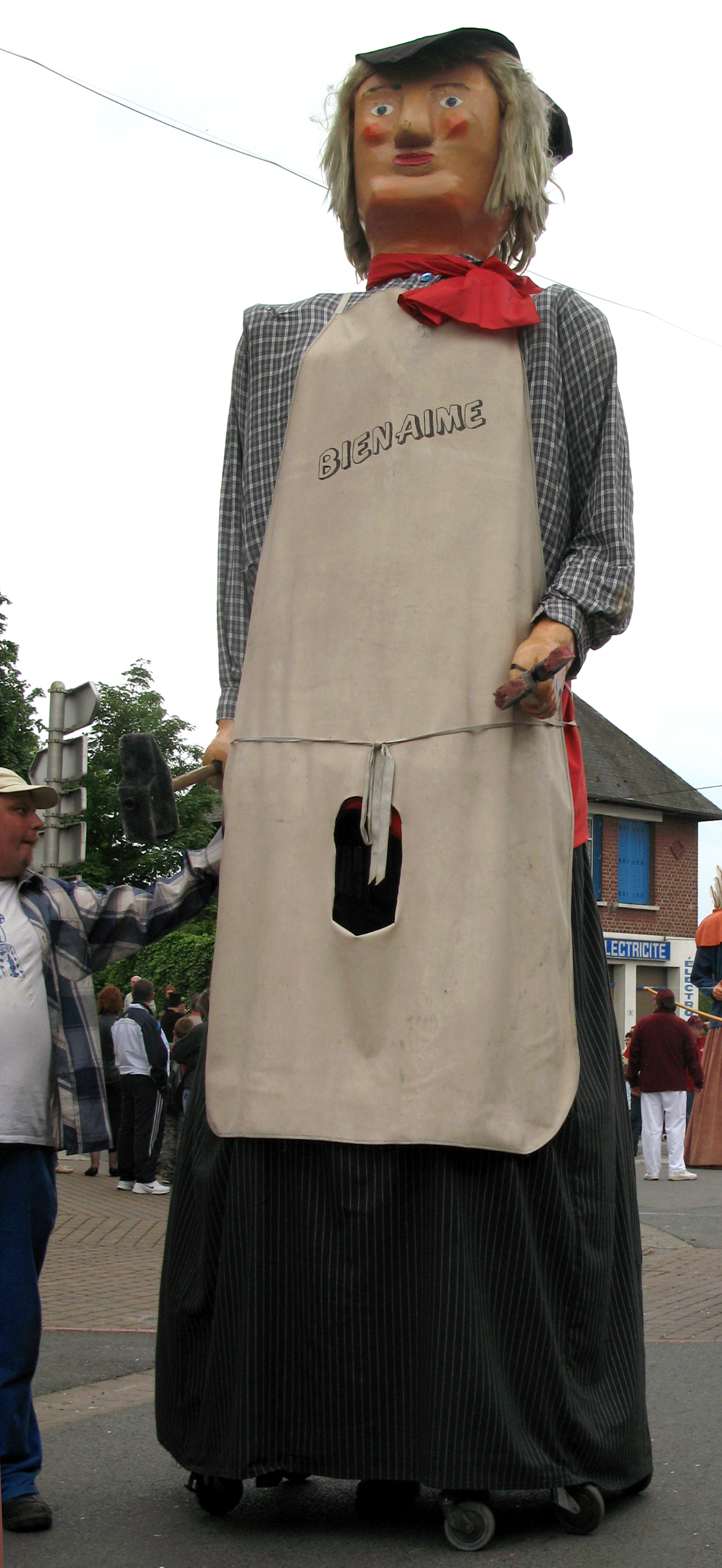
Bienaimé en parade à Ham (Somme) en 2007.

- Le géant Bienaimé
- Le carnaval

### Médiathèque
Construite en 2007, la médiathèque Le Petit Prince se situe au cœur du village. Aménagée sur 400 m², elle dispose d'un fonds de 8 500 livres adulte et jeunesse, 14 revues, plus de 1 600 CD et environ un millier de DVD.

Quelques photos de la médiathèque « Le Petit Prince »
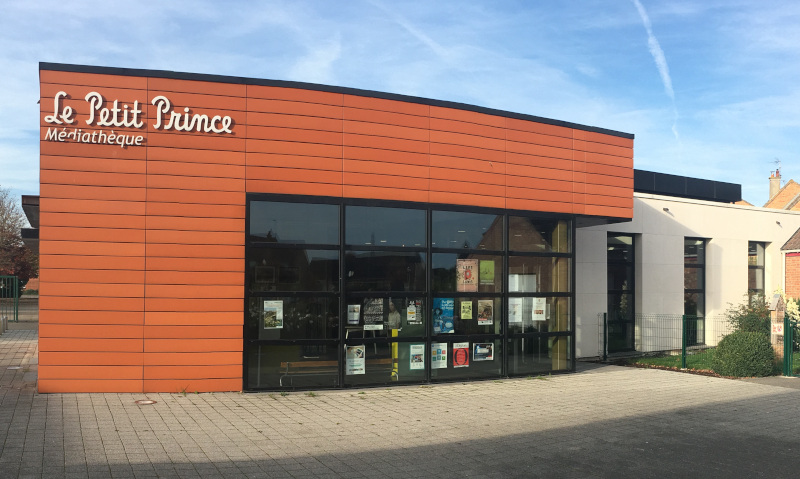
L'entrée de la médiathèque est juste à droite de la façade vitrée.
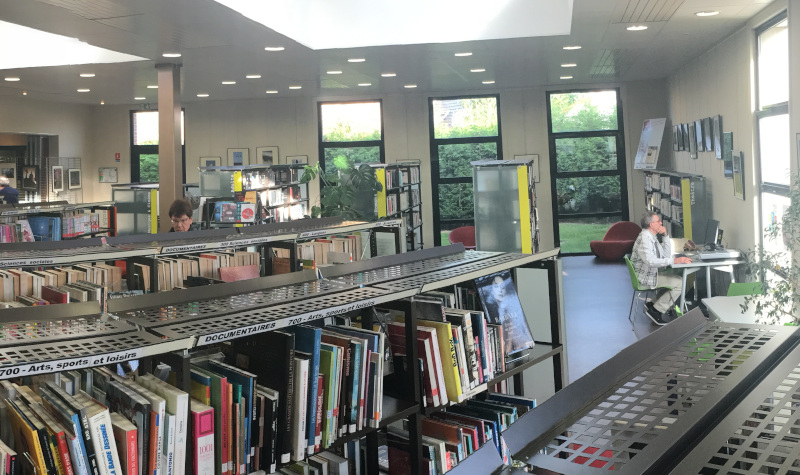
La bibliothèque, sa lumière naturelle, et un poste d'accès à Internet.

## Pour approfondir